# Adelophryne amapaensis
Espèce
Adelophryne amapaensis est une espèce d'amphibiens de la famille des Eleutherodactylidae.

## Répartition
Cette espèce est endémique de l'Amapá au Brésil.

## Classification
Le nom valide complet (avec auteur) de ce taxon est Adelophryne amapaensis Taucce (d), Costa-Campos (d), Haddad & De Carvalho (d), 2020.

### Étymologie
Son épithète spécifique, composée de amapa et du suffixe latin -ensis, « qui vit dans, qui habite », lui a été donnée en référence à sa localité type, l'Amapá.

### Publication originale
- (en) P. P. G. Taucce, C. E. Costa-Campos, C. F. B. Haddad et T. R. de Carvalho, « A new Amazonian species of the diminutive frog genus Adelophryne (Anura: Brachycephaloidea: Eleutherodactylidae) from the State of Amapá, northern Brazil », Copeia, États-Unis, vol. 108, no 4,‎ novembre 2020, p. 746–757 (ISSN 0045-8511, e-ISSN 1938-5110, DOI 10.1643/CH-19-254).